# Frederik Oldenburg (kollegiedeputeret)
 Der er flere personer med dette navn, se Frederik Oldenburg.
Frederik Oldenburg (29. september 1767 – 30. januar 1848) var en dansk kollegiedeputeret.
Frederik Oldenburg var en søn af generalmajor Adam Christopher Oldenburg (døbt 2. august 1736 død 2. december 1803) og Marie født Schøller (død 14. januar 1770), fødtes i Frederikshald, blev 1785 privat dimitteret til Sorø Akademi, hvis indtrædelseseksamen han samme år bestod, studerede i de følgende år jura, statskundskab og historie og tog 1790 latinsk-juridisk eksamen ved Akademiet.
1791 blev han auskultant i Rentekammeret, 1797 sekretær i det vestindisk-guineiske Rente- og Generaltoldkammers Kancelli, 1798 kommitteret og 1811 deputeret sammesteds. 1815-16 var han medlem af Postkassepensionsdirektionen, og sidstnævnte år udnævntes han ved kollegiernes omdannelse til 1. deputeret i Generaltoldkammer- og Kommercekollegiet, fra hvilken stilling han på grund af en tiltagende øjensvaghed afgik 1831, mens han indtil sin død i København, vedblev at være extraordinær assessor i Højesteret, hvortil han 1821 var blevet udnævnt.
1791 havde han fået titel af hofjunker, 1798 af kammerjunker og 1809 af kammerherre. 1822 optoges han og hans descendenter i den danske adelstand, og 1828 udnævntes han til Kommandør af Dannebrog.
Han var ikke alene en meget anset administrativ embedsmand, men nærede desuden en levende interesse for videnskabelige sysler, og der foreligger fra hans hånd forskellige mindre afhandlinger, dels af juridisk, dels af historisk-filosofisk indhold, ligesom han i årenes løb fik samlet et betydeligt og værdifuldt bibliotek. 1803 blev han medlem af
Det Kongelige Norske Videnskabers Selskab i Trondhjem, 1813 af Det kongelige danske Selskab for Fædrelandets Historie.
10. november 1795 ægtede han Marie Clarette Benedicte Bastholm (født 28. april 1773 død 31. marts 1807), en datter af konfessionarius Christian Bastholm. Blandt deres børn må nævnes sognepræsten Frederik Oldenburg (1799-1866), der var fader til den politiske forfatter Frederik Oldenburg (1828-1890).